# شهداءالفضیله
 شهداء الفضیلة یا شهدای راه فضیلت یکی از کتاب‌های عبدالحسین امینی است. این کتاب شامل نام سیصد نفر از افرادی است که قبل از انقلاب ۱۳۵۷ در راه حفاظت از مذهب تشیع کشته‌ شده‌اند. اولین فرد نامبرده شده در این کتاب شهید اول است که در سال ۷۸۶ هجری قمری در دمشق به دار آویخته شد.